# Jiří Jiroutek (designér)
Jiří Jiroutek (30. ledna 1928 Pardubice – 24. května 2023 Praha) byl český designér a návrhář nábytku, který navrhoval známý český sektorový nábytek. Spolupracoval mimo jiné s Ingvarem Kampradem a společností IKEA.

## Životopis
Za druhé světové války pracoval ve firmě Semtín. V roce 1945 po úrazu nohy nastoupil v místní truhlárně svého strýce. V roce 1947 s pomocí inzerátu nastoupil jako technik v továrně na nábytek a dekorativní předměty J. Michalík v Uhříněvsi a pracoval v její prodejně ve Vinohradské ulici (tehdy Fochova třída č. 34) v Praze. Po návratu z vojny pokračoval v práci v této továrně, která byla mezitím, po znárodnění všech závodů nad 50 zaměstnanců, včleněna do státní firmy Interiér Praha.
Jiroutek byl znám především díky vybraným kusům sektorového nábytku, který získal popularitu díky své ceně a využitelnosti. Na počátku 60. let stál u zrodu sektorové kuchyně U-453. V roce 1968 mu byla nabídnuta spolupráce na projektové dokumentaci výrobků ve švédské IKEA, kterou vykonával o tři roky.[ujasnit] Poté nastoupil jako administrativní pracovník ve firmě Ligna. Do roku 1992 podnikal na volné noze, nicméně začátkem 90. let se ocitl na okraji zájmu nábytkářských firem a pracoval v soukromém ateliéru Jiroutek. V roce 2018 značka Jiroutek ožila díky novému obchodnímu modelu Nanovo.
Jiří Jiroutek zemřel 24. května 2023 ve věku 95 let.